# Ennistymon
Ennistymon (Iers: Inis Diomáin) is een groot dorp ("town") in het graafschap Clare, nabij de westkust van Ierland. Het heeft de in Ierland gebruikelijk "Main Street", met daaraan tal van traditionele pubs. De rivier Inagh loopt aan de zuidkant door Ennistymon. De watervallen van de Inagh, bijgenaamd "The Cascades", vormen een belangrijke toeristische attractie. Een oude, smalle brug leidt de N67 over de rivier naar Lahinch. Via de N85 is er een snelle verbinding met Ennis.

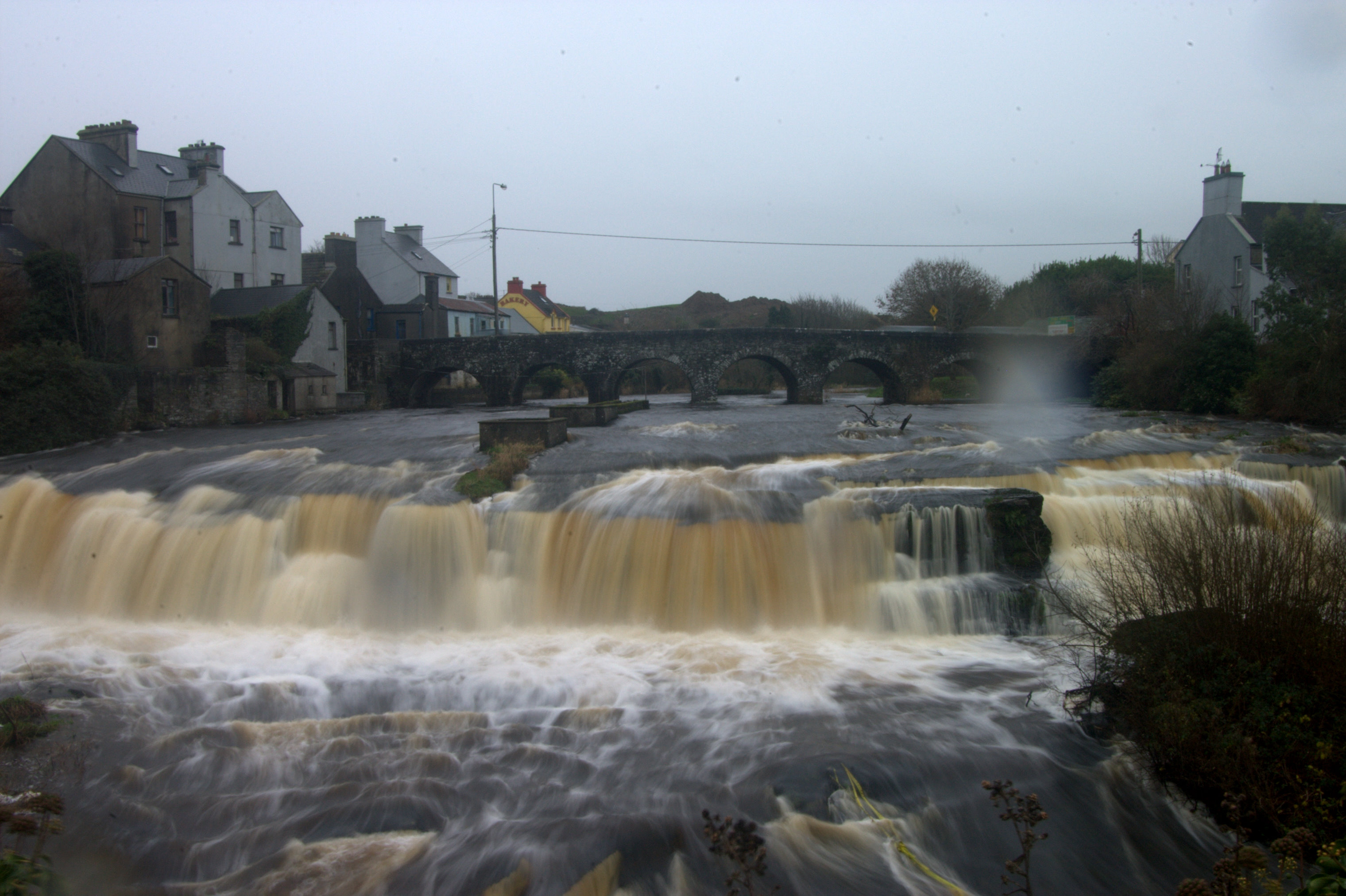
De watervallen van de Inagh-rivier in Ennistymon

De West Clare Railway reed in vroeger dagen door het dorp, waardoor het verbonden was met Ennis en de plaatsen langs de kust. "Ennistymon Railway Station" werd geopend op 2 juli 1887. De treinverbinding werd uiteindelijk gesloten op 1 februari 1961. Tegenwoordig heeft Ennistymon diverse busverbindingen, onder andere naar Ennis en Milltown Malbay.

## Monument Hongersnood

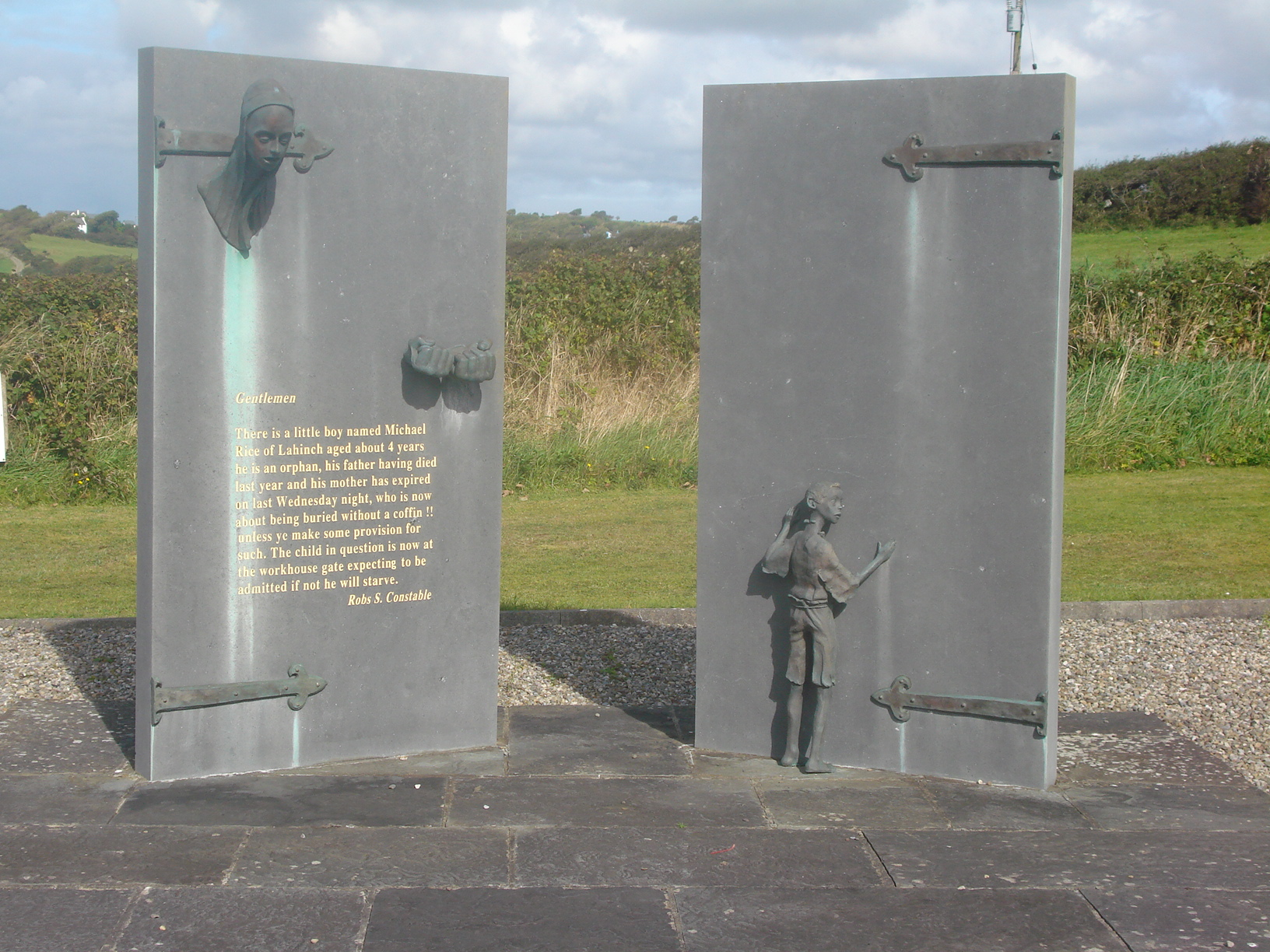
Monument "An Gorta Mor" ter herinnering aan de Grote Hongersnood

Het "An Gorta Mór" Monument, ongeveer anderhalve kilometer buiten Ennistymon aan de weg naar Lahinch, werd opgericht om de slachtoffers van de Grote Hongersnood (An Gorta Mór) van 1845 tot 1850 te herdenken. Voor hun voedselvoorziening waren de Ieren grotendeels afhankelijk van de aardappeloogst. Negentig procent daarvan mislukte in deze periode als gevolg van de aardappelziekte Phytophthora infestans. Als gevolg van de voedselschaarste stierven meer dan een miljoen Ieren de hongerdood. Miljoenen anderen vluchtten naar Noord-Amerika.
Het monument, ontworpen door Alan Ryan Hall, werd ingewijd op 20 augustus 1995, 150 jaar nadat de botanicus David Moore had vastgesteld dat de aardappelziekte Ierland bereikt had. Het ligt tegenover "Ennistymon Hospital", dat werd gebouwd op het terrein van het voormalige werkhuis. De bouw van het monument werd mogelijk gemaakt door bijdragen van de Board of Erin en de Board of America van de Ancient Order of Hibernians en Clare County Council.
Het monument is geïnspireerd op een briefje dat wordt geciteerd in de notulen van 25 februari 1848 van de Boards of Guardians voor Ennistymon Union, die bewaard worden in de County Archives. Op het briefje stond:
Gentlemen,
There is a little boy named Michael Rice of Lahinch aged about 4 years. He is an orphan, his father having died last year and his mother has expired on last Wednesday night, who is now about to be buried without a coffin!! Unless ye make some provision for such. The child in question is now at the Workhouse Gate expecting to be admitted, if not it will starve. -- Rob S. Constable''

In vertaling:
Heren,
Er is een kleine jongen genaamd Michael Rice uit Lahinch, ongeveer 4 jaar oud. Hij is een wees, zijn vader stierf vorig jaar en zijn moeder blies afgelopen woensdagnacht de laatste adem uit en dreigt te worden begraven zonder doodskist!! Tenzij jullie iets regelen hiervoor. Het betreffende kind staat nu bij het hek van het Werkhuis en hoopt naar binnen te mogen. Zo niet, dan zal het verhongeren. -- Rob S. Agent van Politie

Het monument toont een kind staande aan de deur van het werkhuis. Het deel daartegenover toont het gezicht van een gekwelde moeder en twee in wanhoop of boosheid samengebalde handen boven de tekst van het genoemde briefje.

## Voorzieningen

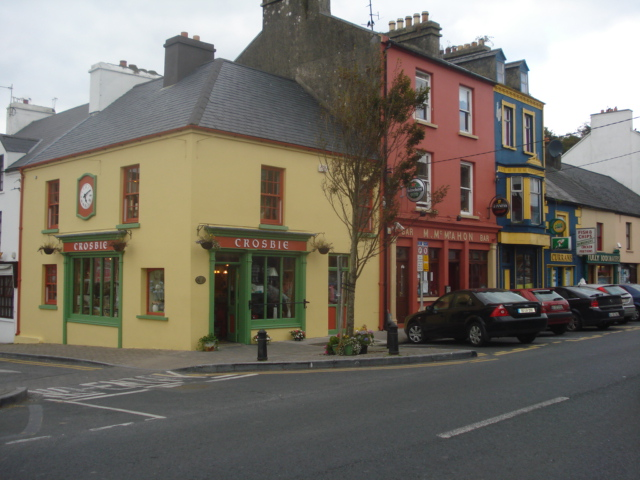
Een blik door de Main Street in Ennistymon.

De parochie Ennistymon beschikt over drie kerken: in Ennistymon, Lahinch en Clouna. De kerk in Ennistymon is gebouwd in 1831.
Ennistymon heeft twee scholen voor basisonderwijs en drie scholen voor middelbaar onderwijs. De "Scoil Mhainichin" (Ierstalig) en de "Mol an Oige Steiner School" verzorgen het basisonderwijs. Verder zijn er de Ennistymon CBS (jongensschool), de "Vocational School" (gemengd) en de "Scoil Mhuire" (meisjesschool)
Ennistymon heeft een volwaardig politiebureau en een brandweerkazerne. Verder is er het 3-sterrenhotel "Falls Hotel", voortgekomen uit het oorspronkelijke kasteel op deze plek. Tevens heeft Ennistymon een veemarkt.